# D7N (Bouches-du-Rhône)
De D7N is een departementale weg in het Zuid-Franse departement Bouches-du-Rhône. De weg loopt van de grens met Vaucluse via Aix-en-Provence naar de grens met Var. In Vaucluse loopt de weg als D907 verder naar Avignon en Lyon. In Var loopt de weg verder als DN7 naar Fréjus en Nice.

## Geschiedenis
Oorspronkelijk was de D7N onderdeel van de N7. In 2006 werd de weg overgedragen aan het departement Bouches-du-Rhône, omdat de weg geen belang meer had voor het doorgaande verkeer vanwege de parallelle autosnelwegen A7 en A8. De weg is toen omgenummerd tot D7N.